# Сопко, Александр Александрович
Алекса́ндр Алекса́ндрович Сопко́ (укр. Олександр Олександрович Сопко; род. 11 мая 1958, Кривой Рог, Днепропетровская область) — советский и украинский футболист, чемпион мира среди молодёжи (1977), мастер спорта СССР (1977).

## Биография
Родился 11 мая 1958 года в городе Кривой Рог Днепропетровской области.
С 12 лет занимался в группе подготовки криворожского «Кривбасса». Первый тренер — В. Н. Новиков.
Начинал на позиции нападающего, затем переквалифицировался в защитника. Пять лет выступал за дубль киевского «Динамо», но пробиться в главную команду не смог.
На постоянной основе заиграл в донецком «Шахтёре», вместе с которым стал обладателем Кубка СССР и Кубка сезона. В еврокубках сыграл 4 матча (1983/84). На футбольном поле отличался бесстрашием, считался жёстким защитником.

Хорошо технически подготовленный, хладнокровный, уверенный в себе, отличался широким тактическим кругозором, умением сыграть на разных позициях.— 
Заканчивал карьеру футболиста в словацких командах низших лиг. Тренировал «Земплин» из Михаловце.
Занимается строительным бизнесом, комментирует матчи на телеканале «Футбол».

## Достижения
- Чемпион мира среди молодёжи: 1977;
- Обладатель Кубка СССР: 1983;
- Обладатель Кубка сезона: 1984;
- Финалист Кубка СССР: 1985.